# Szombathya
Szombathya is een geslacht van kevers uit de familie  
kniptorren (Elateridae).
Het geslacht werd voor het eerst wetenschappelijk beschreven in 1986 door Giuseppe Platia.

## Soorten
Het geslacht omvat de volgende soorten:
- Szombathya deretzi (Platia & Schimmel, 1995)
- Szombathya fleutiauxi (Platia & Schimmel, 1995)
- Szombathya formosana (Platia & Schimmel, 1995)
- Szombathya formosana (Szombathy, 1910)
- Szombathya hodgarti (Platia & Schimmel, 1995)
- Szombathya malaccensis (Platia & Schimmel, 1995)
- Szombathya merkli (Platia & Schimmel, 1995)
- Szombathya minutus (Schwarz, 1902)